# 格拉斯顿伯里音乐节 (1914-1925)
格拉斯顿伯里音乐节是于夏季举行的一系列文化活动，而且举办地点同当代的格拉斯顿伯里音乐节一样，位于英国萨默塞特的格拉斯顿伯里。
实际上，这一格拉斯顿伯里音乐节与始于1970年的格拉斯顿伯里音乐节联系甚微。从1914年延续至1926年的这一盛会是由英国社会主义者作曲家拉特兰·鲍顿（Rutland Boughton）和他的词作家劳伦斯·巴克利（Lawrence Buckley）创办的。除了创立了一个“国家”大剧院以外，他们设想的夏季学校和音乐节均建立在乌托邦式的原则基础之上。凭借着与亚瑟王时期的联系、圣杯的传说以及史前古迹，格拉斯顿伯里被选为节日的主办地。支持者众多，当中包括爱德华·埃尔加爵士和萧伯纳。而节日的赞助商为英国的其樂鞋业公司以及周边街道上的鞋匠。这次音乐节包括了拉特兰·鲍顿名为不朽的时刻（The Immortal Hour）这一著名歌剧的首演。许多经典戏剧也在此次艺术节上映，包括世人（Everyman）和James Shirley的爱神与死亡（Cupid and Death）。